# Hada variegata
Hada variegata är en fjärilsart som beskrevs av Vorbrodt 1917. Hada variegata ingår i släktet Hada och familjen nattflyn. Inga underarter finns listade i Catalogue of Life.